# Championnat d'Europe de football des moins de 17 ans 2007
Navigation
Euro 2006 Euro 2008
La phase finale de l'édition 2007 du Championnat d'Europe de football des moins de 17 ans se déroule lors du printemps 2007 en Belgique. Le champion sortant, la Russie, remet son titre en jeu face aux autres nations européennes.

## Tournoi final

### Phase de poules

#### Groupe A
| Rang | Équipe    | Pts | J | G | N | P | Bp | Bc | Diff |
| ---- | --------- | --- | - | - | - | - | -- | -- | ---- |
| 1    | Espagne   | 7   | 3 | 2 | 1 | 0 | 5  | 1  | +4   |
| 2    | France    | 4   | 3 | 1 | 1 | 1 | 4  | 5  | -1   |
| 3    | Allemagne | 4   | 3 | 1 | 1 | 1 | 3  | 2  | +1   |
| 4    | Ukraine   | 1   | 3 | 0 | 1 | 2 | 3  | 7  | -4   |

1re journée
| 2 mai 2007 | France  | 0 – 2 | Espagne                 | Stade de Bielmont, Verviers |                             |
| 16:00 CET  |         |       | 19e Falqué · 73e Mérida | Arbitrage : Dejan Filipović | Arbitrage : Dejan Filipović |
| 16:00 CET  | Rapport |       |                         | Arbitrage : Dejan Filipović | Arbitrage : Dejan Filipović |

| 2 mai 2007 | Allemagne                      | 2 – 0 | Ukraine | Kehrwegstadion, Eupen          |                                |
| 18:00 CET  | Bigalke 25e (pen.) · Kroos 77e |       |         | Arbitrage : George Vadachkoria | Arbitrage : George Vadachkoria |
| 18:00 CET  | Rapport                        |       |         | Arbitrage : George Vadachkoria | Arbitrage : George Vadachkoria |

2e journée
| 4 mai 2007 | Espagne                               | 3 – 1 | Ukraine        | Stade de la Cité de l'Oie, Visé |                       |
| 16:00 CET  | Camacho 31e · Falqué 62e · Aquino 69e |       | 80+1e Shevchuk | Arbitrage : Jan Jilek           | Arbitrage : Jan Jilek |
| 16:00 CET  | Rapport                               |       |                | Arbitrage : Jan Jilek           | Arbitrage : Jan Jilek |

| 4 mai 2007 | France            | 2 – 1 | Allemagne | Kehrwegstadion, Eupen       |                             |
| 18:30 CET  | Le Tallec 56e 71e |       | 24e Kroos | Arbitrage : Bülent Yıldırım | Arbitrage : Bülent Yıldırım |
| 18:30 CET  | Rapport           |       |           | Arbitrage : Bülent Yıldırım | Arbitrage : Bülent Yıldırım |

3e journée
| 7 mai 2007 | Ukraine                    | 2 – 2 | France                     | Stade de Bielmont, Verviers |                        |
| 15:30 CET  | Karnoza 51e · Korishko 77e |       | 10e M'Vila · 44e Bourgeois | Arbitrage : Alan Black      | Arbitrage : Alan Black |
| 15:30 CET  | Rapport                    |       |                            | Arbitrage : Alan Black      | Arbitrage : Alan Black |

| 7 mai 2007 | Espagne | 0 – 0 | Allemagne | Kehrwegstadion, Eupen       |                             |
| 15:30 CET  |         |       |           | Arbitrage : Andrea De Marco | Arbitrage : Andrea De Marco |
| 15:30 CET  | Rapport |       |           | Arbitrage : Andrea De Marco | Arbitrage : Andrea De Marco |

#### Groupe B
| Rang | Équipe     | Pts | J | G | N | P | Bp | Bc | Diff |
| ---- | ---------- | --- | - | - | - | - | -- | -- | ---- |
| 1    | Angleterre | 7   | 3 | 2 | 1 | 0 | 7  | 3  | +4   |
| 2    | Belgique   | 5   | 3 | 1 | 2 | 0 | 8  | 4  | +4   |
| 3    | Pays-Bas   | 4   | 3 | 1 | 1 | 1 | 7  | 6  | +1   |
| 4    | Islande    | 0   | 3 | 0 | 0 | 3 | 1  | 10 | -9   |

1re journée
| 2 mai 2007 | Islande | 0 – 2 | Angleterre           | Stade Orphale Crucke, Renaix |                       |
| 16:00 CET  |         |       | 4e Pearce · 24e Rose | Arbitrage : Jan Jilek        | Arbitrage : Jan Jilek |
| 16:00 CET  | Rapport |       |                      | Arbitrage : Jan Jilek        | Arbitrage : Jan Jilek |

| 2 mai 2007 | Pays-Bas                     | 2 – 2 | Belgique                       | Stade Edmond Leburton, Tubize |                             |
| 18:00 CET  | Barazite 44e · Wijnaldum 77e |       | 3e De Pauw · 57e (pen.) Hazard | Arbitrage : Andrea De Marco   | Arbitrage : Andrea De Marco |
| 18:00 CET  | Rapport                      |       |                                | Arbitrage : Andrea De Marco   | Arbitrage : Andrea De Marco |

2e journée
| 4 mai 2007 | Belgique    | 1 – 1 | Angleterre | Stade Luc Varenne, Tournai  |                             |
| 16:00 CET  | Ringoot 42e |       | 27e Murphy | Arbitrage : Dejan Filipović | Arbitrage : Dejan Filipović |
| 16:00 CET  | Rapport     |       |            | Arbitrage : Dejan Filipović | Arbitrage : Dejan Filipović |

| 4 mai 2007 | Pays-Bas                  | 3 – 0 | Islande | Stade Orphale Crucke, Renaix |                        |
| 20:15 CET  | Blind 23e 52e · Matic 79e |       |         | Arbitrage : Alan Black       | Arbitrage : Alan Black |
| 20:15 CET  | Rapport                   |       |         | Arbitrage : Alan Black       | Arbitrage : Alan Black |

3e journée
| 7 mai 2007 | Angleterre                                  | 4 – 2 | Pays-Bas                 | Stade Edmond Leburton, Tubize |                             |
| 17:30 CET  | Lansbury 9e · Moses 15e 54e · Plummer 80+2e |       | 31e Narsingh · 44e Pedro | Arbitrage : Bülent Yıldırım   | Arbitrage : Bülent Yıldırım |
| 17:30 CET  | Rapport                                     |       |                          | Arbitrage : Bülent Yıldırım   | Arbitrage : Bülent Yıldırım |

| 7 mai 2007 | Belgique                                                     | 5 – 1 | Islande         | Stade Luc Varenne, Tournai     |                                |
| 17:30 CET  | Kis 15e 68e (pen.) · De Pauw 48e · Benteke 55e · Ringoot 58e |       | 19e Sigthórsson | Arbitrage : George Vadachkoria | Arbitrage : George Vadachkoria |
| 17:30 CET  | Rapport                                                      |       |                 | Arbitrage : George Vadachkoria | Arbitrage : George Vadachkoria |

### Demi-finales
| 10 mai 2007 | Espagne                                                               | 1 – 1 a. p.       | Belgique                                                                  | Stade Luc Varenne, Tournai |                       |
| 17:30 CET   | Bojan 72e                                                             |                   | 63e (csc) Rochela                                                         | Arbitrage : Jan Jilek      | Arbitrage : Jan Jilek |
| 17:30 CET   | Rapport                                                               |                   |                                                                           | Arbitrage : Jan Jilek      | Arbitrage : Jan Jilek |
| 17:30 CET   | Vitoria · Mérida · Bojan · Rochela · Aquino · Porcar · Ximo · Camacho | Tirs au but 7 – 6 | De Pauw · Spruyt · Zevne · Hazard · Aquino · Phiri · Geurden · Daeseleire | Arbitrage : Jan Jilek      | Arbitrage : Jan Jilek |

| 10 mai 2007 | Angleterre | 1 – 0 | France | Stade Leburton, Tubize      |                             |
| 20:15 CET   | Moses 11e  |       |        | Arbitrage : Bülent Yıldırım | Arbitrage : Bülent Yıldırım |
| 20:15 CET   | Rapport    |       |        | Arbitrage : Bülent Yıldırım | Arbitrage : Bülent Yıldırım |

### Finale
| 13 mai 2007 | Espagne   | 1 – 0 | Angleterre | Stade Luc Varenne, Tournai  |                             |
| 17:45 CET   | Bojan 48e |       |            | Arbitrage : Dejan Filipović | Arbitrage : Dejan Filipović |
| 17:45 CET   | Rapport   |       |            | Arbitrage : Dejan Filipović | Arbitrage : Dejan Filipović |

### Match pour la5eplace: qualification pour la coupe du monde u-17 2007
| 10 mai 2007 | Allemagne                       | 3 – 2 | Pays-Bas                    | Stade de la Cité de l'Oie, Visé |                             |
| 18:00 CET   | Kroos 18e · Sukuta-Pasu 61e 76e |       | 31e Van Aanholt · 38e Matic | Arbitrage : Andrea De Marco     | Arbitrage : Andrea De Marco |
| 18:00 CET   | Rapport                         |       |                             | Arbitrage : Andrea De Marco     | Arbitrage : Andrea De Marco |

## Palmarès
| Championnat d'Europe des - 17 ans 2007 - Vainqueur Espagne 7e titre |